# 5-Oksoprolinaza
5-Oksoprolinaza (EC 3.5.2.9) – enzym z grupy hydrolaz, katalizujący hydrolizę 5-okso-L-proliny (kwasu L-piroglutaminowego) do kwasu L-glutaminowego:
 + 2H
2O + ATP       + ADP + Pi
Reakcja ta jest jednym z etapów metabolizmu glutationu.